# Vergoignan
Vergoignan – miejscowość i gmina we Francji, w regionie Oksytania, w departamencie Gers.
Według danych na rok 1990 gminę zamieszkiwały 243 osoby, a gęstość zaludnienia wynosiła 23 osób/km² (wśród 3020 gmin regionu Midi-Pyrénées Vergoignan plasuje się na 820. miejscu pod względem liczby ludności, natomiast pod względem powierzchni na miejscu 1046.).